# Neymar
Neymar (* 5. Februar 1992 in Mogi das Cruzes; voller Name Neymar da Silva Santos Júnior, auch Neymar Jr. genannt) ist ein brasilianischer Fußballspieler. Der Stürmer schaffte beim FC Santos den Durchbruch im Profifußball. Im Sommer 2013 wechselte er zum FC Barcelona, mit dem er in den folgenden vier Jahren u. a. zweimal spanischer Meister wurde und 2015 die Champions League gewann. Im August 2017 zog es ihn für die bis heute gültige Rekordablösesumme in Höhe von 222 Millionen Euro zu Paris Saint-Germain. Mit den Parisern wurde Neymar fünfmal französischer Meister, ehe er sechs Jahre später nach Saudi-Arabien zu al-Hilal wechselte. Ende Januar 2025 kehrte er zum FC Santos zurück.
Neymar spielt seit 2010 für die brasilianische Nationalmannschaft und ist ihr Rekordtorschütze. Er nahm an jeweils drei Weltmeisterschaften (2014, 2018, 2022) und Copa Américas (2011, 2015, 2021) teil. Sein größter Erfolg im Dress der Seleção ist der Gewinn des Confed Cups 2013 im eigenen Land. Mit der Olympiaauswahl gewann er zudem 2016 im eigenen Land die Goldmedaille, mit der U20 wurde er 2011 U20-Südamerikameister.

## Karriere

### FC Santos

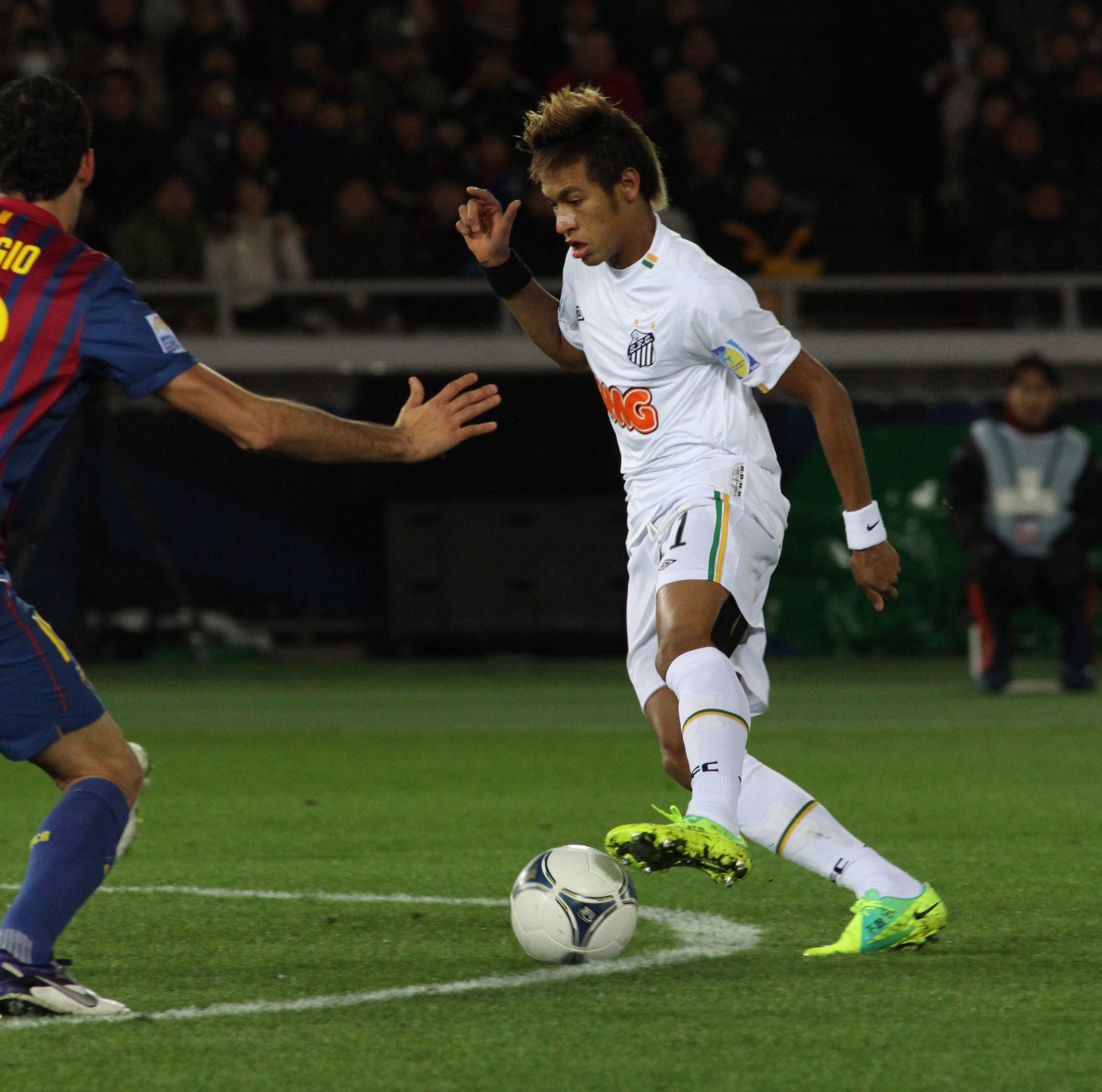
Neymar (2011) gegen den FC Barcelona

Neymar wurde in Mogi das Cruzes nahe der brasilianischen Metropole São Paulo in ärmlichen Verhältnissen geboren und wuchs in Praia Grande auf. Er kam 2003 im Alter von elf Jahren zum FC Santos und wurde von den verschiedenen Trainern beim Club als „Juwel“ betrachtet. Er schaffte 2009 den Sprung in die erste Mannschaft und kam sowohl in der Staatsmeisterschaft von São Paulo als auch im Campeonato Brasileiro de Futebol regelmäßig zum Einsatz. Seitdem galt er als großes Talent und wurde als Nachfolger von Robinho bezeichnet, wodurch er das Interesse mehrerer europäischer Spitzenvereine auf sich zog.
Mit 14 Jahren absolvierte er ein Trainingscamp bei Real Madrid, das sofort das Interesse der Spanier weckte. Durch Zahlung von einer Million Reais (ca. 370.300 Euro) an den Spieler erreichte die Clubführung des FC Santos, dass Neymar beim Verein blieb. Daraufhin verlängerte er seinen Vertrag bei Santos. Die Ausstiegsklausel aus seinem Vertrag betrug 45 bis 50 Millionen Euro. Im November 2011 verlängerte er seinen Vertrag beim FC Santos bis Sommer 2014. Bei der Copa Libertadores 2011 erzielte er sechs Tore in 13 Spielen und hatte damit Anteil am Titelgewinn im wichtigsten Wettbewerb des südamerikanischen Vereinsfußballs.
2011 und 2012 wurde Neymar zu Südamerikas Fußballer des Jahres gewählt.

### FC Barcelona

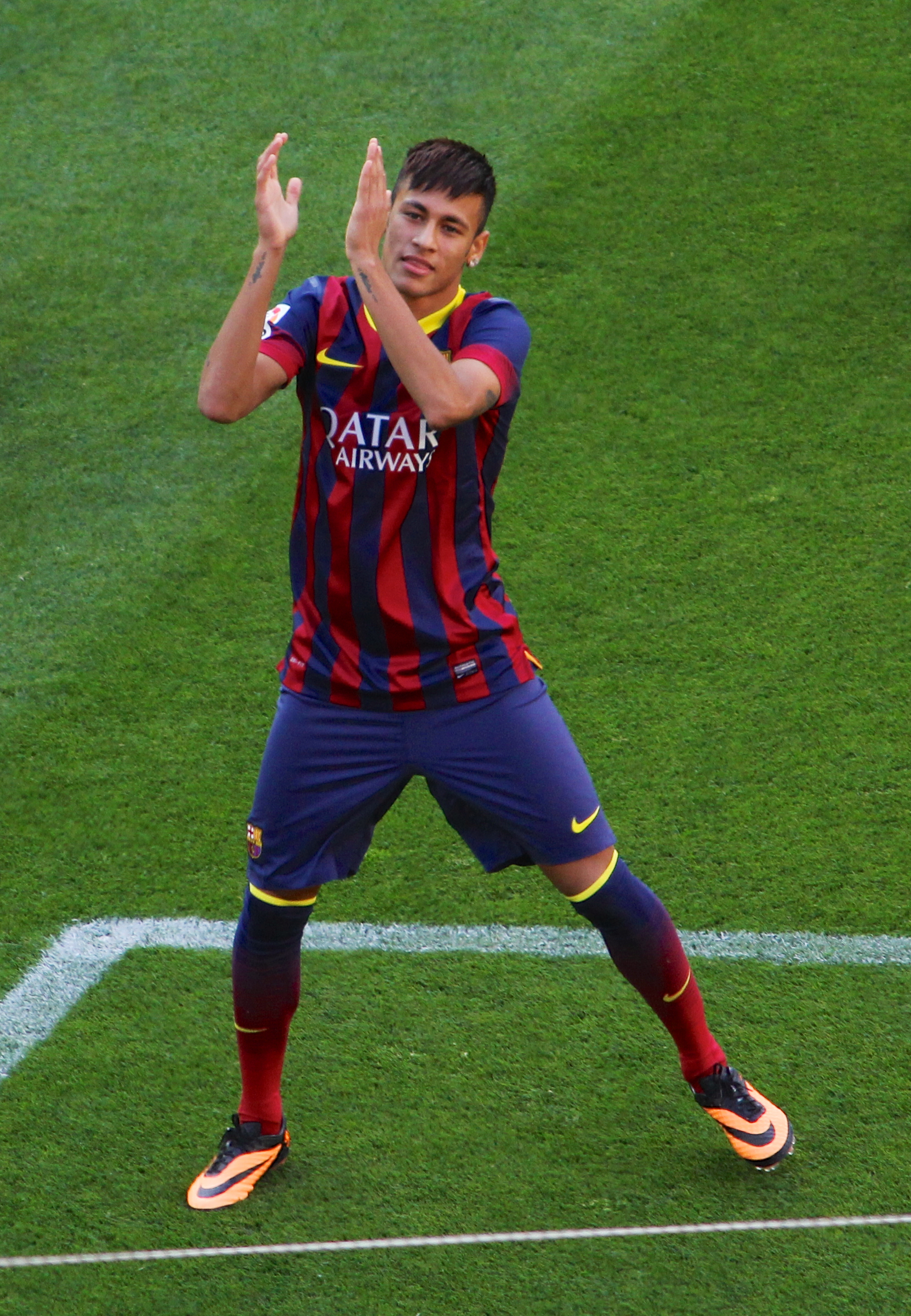
Neymar bei seiner Präsentation beim FC Barcelona, 2013

Zur Saison 2013/14 wechselte Neymar nach Europa in die spanische Primera División zum FC Barcelona, wo er einen Fünfjahresvertrag bis zum 30. Juni 2018 erhielt. Er kostete offiziell 57 Millionen Euro Ablöse, die zu diesem Zeitpunkt die achthöchste darstellte. Seine Ausstiegsklausel lag bei 190 Mio. Euro. Im Januar 2014 musste der Verein eingestehen, dass die tatsächliche Ablöse bei 86,2 Millionen Euro lag, nachdem gegen den Präsidenten des FC Barcelona Sandro Rosell Anzeige wegen Zweckentfremdung von Geldmitteln des Klubs erstattet worden war. Rosell trat daraufhin als Präsident des FC Barcelona zurück. Im Februar 2014 kündigte die Madrider Staatsanwaltschaft an, dass aufgrund dieses Transfers Steuern in Höhe von 13,5 Millionen Euro nachgezahlt werden müssen. Der Club wies diese Vorwürfe offiziell zurück und betonte, dass die strittigen 38 Millionen Euro nicht Transfer-, sondern Gehaltszahlungen gewesen wären. Geht man von den Vorwürfen der Staatsanwaltschaft aus, könnten sich die Gesamtkosten für Neymar auf 99,7 Millionen Euro belaufen und der Neymar-Transfer zu diesem Zeitpunkt der teuerste der Geschichte gewesen sein.
Sein erstes Pflichtspiel-Tor erzielte Neymar im Hinspiel des spanischen Supercups gegen Atlético Madrid.
Im siegreichen Finalspiel der UEFA Champions League 2014/15 gegen Juventus Turin am 6. Juni 2015 in Berlin erzielte Neymar in der Nachspielzeit den Treffer zum 3:1-Endstand. Mit diesem Titel ist er der achte Spieler nach Cafu, Juan Pablo Sorín, Dida, Roque Júnior, Carlos Tévez, Walter Samuel und Ronaldinho, der den höchsten Vereinstitel der Kontinentalverbände von Lateinamerika (CONMEBOL) und Europa (UEFA) gewonnen hat. Mit dem zehnten Treffer zog er mit Lionel Messi und Cristiano Ronaldo gleich und war mit ihnen erfolgreichster Torschütze der Champions-League-Saison 2014/15. In der Saison 2015/16 gewann er mit dem FC Barcelona das nationale Double aus Meisterschaft und Pokal. In seiner letzten Saison beim FC Barcelona konnte nur der Gewinn des spanischen Pokals als Erfolg verzeichnet werden.

### Paris Saint-Germain

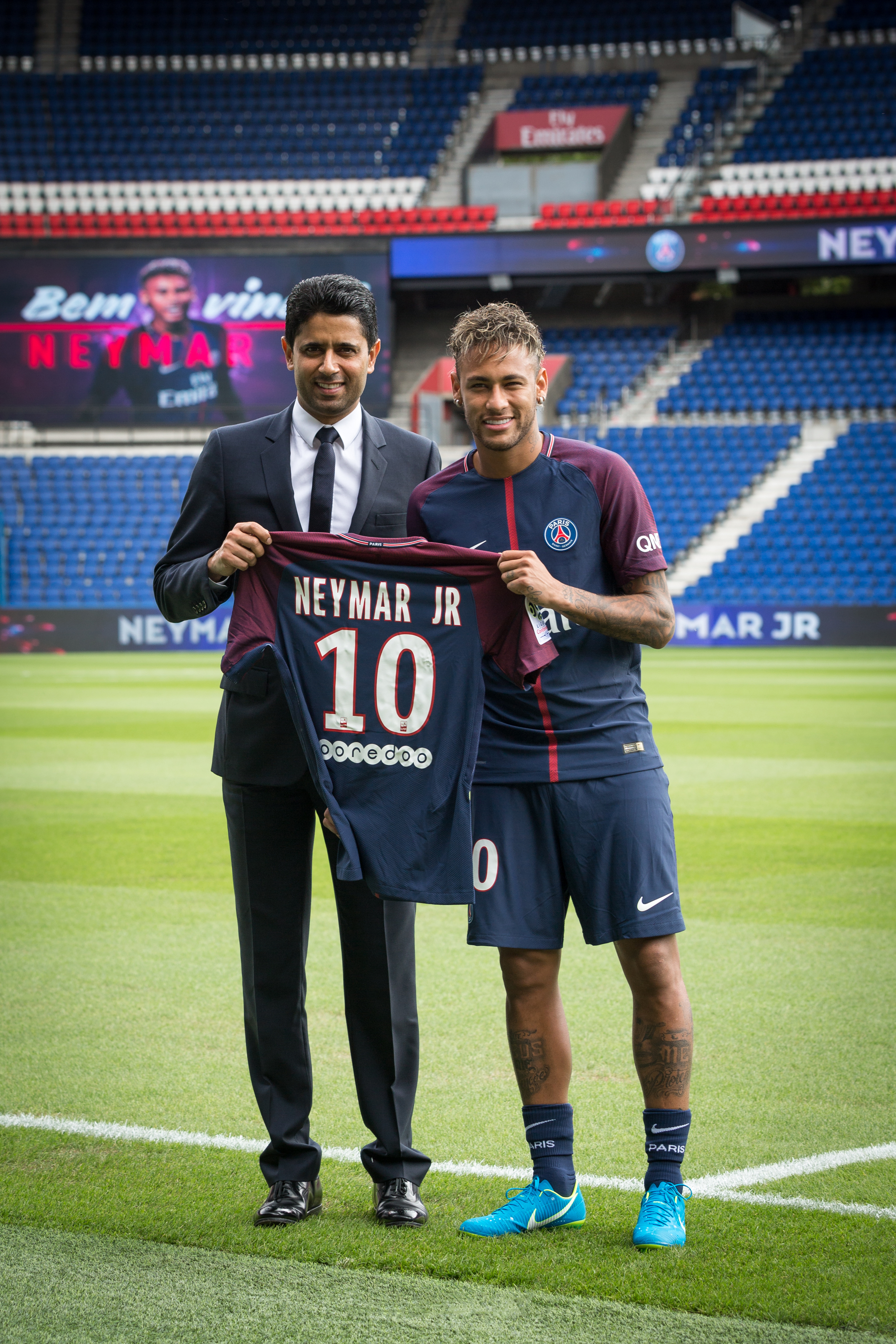
Neymar mit Nasser Al-Khelaifi bei seiner Vorstellung (2017)

Am 2. August 2017 meldete der FC Barcelona, dass sich Neymar entschlossen habe, den Club zu verlassen. Er wurde noch am selben Tag vom Training freigestellt. Am Tag darauf überwies Neymar seine für den damaligen Zeitraum vertraglich festgeschriebene Ausstiegsklausel in Höhe von 222 Millionen Euro an den FC Barcelona, womit das Vertragsverhältnis aufgelöst wurde. Das Geld wurde aus Katar an Neymar überwiesen. Im Gegenzug wurde er Botschafter für die Fußball-Weltmeisterschaft 2022 in selbigem Land. Die Summe machte Neymar zum bis dahin mit Abstand teuersten Fußballspieler – zuvor hatte Paul Pogba, der im Vorjahr für 105 Mio. Euro von Juventus Turin zu Manchester United gewechselt war, dieses Ranking angeführt. Noch am selben Tag gab Paris Saint-Germain die Verpflichtung von Neymar bekannt. Er erhielt einen bis zum 30. Juni 2022 datierten Fünfjahresvertrag. Der Transfer stieß aufgrund der enorm hohen Ablösesumme, die den bisherigen Transferrekord mehr als verdoppelte, europaweit auf Kritik. So merkte die französische Tageszeitung Le Figaro an, dass der Fußball in Maßlosigkeit verfalle. Der britische Daily Mirror bezeichnete die Ablösesumme als irrsinnig.
In der Saison 2017/18 erzielte Neymar in der Ligue 1 unter dem Cheftrainer Unai Emery in 20 Einsätzen 19 Tore. Hinzu kam ein Einsatz (zwei Tore) im Pokal sowie zwei Einsätze (ein Tor) im Ligapokal. Am 25. Februar 2018 zog er sich beim 3:0-Sieg gegen Olympique Marseille einen Haarriss im Mittelfußknochen zu und musste sich einer Operation in Belo Horizonte unterziehen. In der UEFA Champions League, in der er in sieben Spielen sechs Tore erzielte, schied PSG gegen Real Madrid im Achtelfinale aus, wobei Neymar das Rückspiel aufgrund seiner Verletzung verpasste. Bis zum Saisonende konnte Neymar nicht eingesetzt werden. Mit PSG gewann er die Meisterschaft sowie den Pokal und Ligapokal.
Im Januar 2019 verletzte sich Neymar erneut am Mittelfuß. PSG ließ verlautbaren, dass Neymar für ungefähr zehn Wochen ausfallen würde. Er verpasste wie im Vorjahr das Achtelfinale der Champions League, in dem PSG gegen Manchester United ausschied. Neymar gab sein Comeback im April 2019. In der Saison 2018/19, an dessen Ende nur der Gewinn der Meisterschaft stand, kam er unter dem neuen Cheftrainer Thomas Tuchel in 17 Ligaspielen zum Einsatz, in denen er 15 Tore erzielte. In der Champions-League-Gruppenphase erzielte Neymar in 6 Spielen 5 Tore.
Bei einem Testspiel mit der Nationalmannschaft im Juni 2019 erlitt Neymar einen Bänderriss. Er konnte daher erst Mitte September am 5. Spieltag seinen ersten Einsatz in der Saison 2019/20 bestreiten. Die Ligue 1 wurde im März 2020 aufgrund der COVID-19-Pandemie unterbrochen und nicht wieder aufgenommen. Neymar war bis dahin in 15 Spielen zum Einsatz gekommen, in denen er 13 Tore erzielte. PSG wurde als aktueller Tabellenführer zum Meister erklärt. Das Finale der Coupe de France 2019/20 wurde im Juni 2020 nachgeholt, bei dem Neymar gegen die AS Saint-Étienne den 1:0-Siegtreffer erzielte. Im August 2020 fand zudem das Finalturnier der Champions League in Lissabon statt. Im Viertelfinale drehte PSG in der Nachspielzeit einen 0:1-Rückstand gegen Atalanta Bergamo und gewann noch mit 2:1; Neymar bereitete dabei den Ausgleich vor und leitete den Siegtreffer ein. Beim 3:0-Halbfinalsieg gegen RB Leipzig bereitete der Brasilianer ebenfalls ein Tor vor. Im Finale musste sich PSG allerdings dem FC Bayern München geschlagen geben.
In der UEFA Champions League 2021/22 schied PSG im Achtelfinale gegen Real Madrid aus. Neymar geriet für seine Leistung unter Kritik und wurde – so wie auch Lionel Messi – am folgenden Liga-Spieltag von Teilen des eigenen Publikums die gesamte Partie ausgepfiffen. Anfang März 2023 musste sich Neymar wegen einer Verletzung am rechten Sprunggelenk einer Operation unterziehen.
Sein Vertrag in Paris hatte ursprünglich eine Laufzeit bis zum Sommer 2025.

### Al-Hilal
Mitte August 2023 wechselte Neymar in die Saudi Professional League zu al-Hilal. Der 31-Jährige unterschrieb beim saudi-arabischen Rekordmeister einen Vertrag bis zum 30. Juni 2025. Mit einer Ablösesumme in Höhe von rund 90 Millionen Euro, die sich durch Bonuszahlungen auf bis zu 100 Millionen Euro erhöhen können soll, wurde er erneut zu einem der teuersten Transfers der Fußballgeschichte. Aufgrund eines im Oktober 2023 zugezogenen Kreuzband- sowie Meniskusrisses fiel er für ein Jahr aus; Neymar trat erst wieder im Oktober 2024 für al-Hilal auf.

### Rückkehr zum FC Santos
Ende Januar 2025 löste Neymar seinen Vertrag mit Al-Hilal auf und kehrte nach elfeinhalb Jahren zum FC Santos zurück.

### Nationalmannschaft

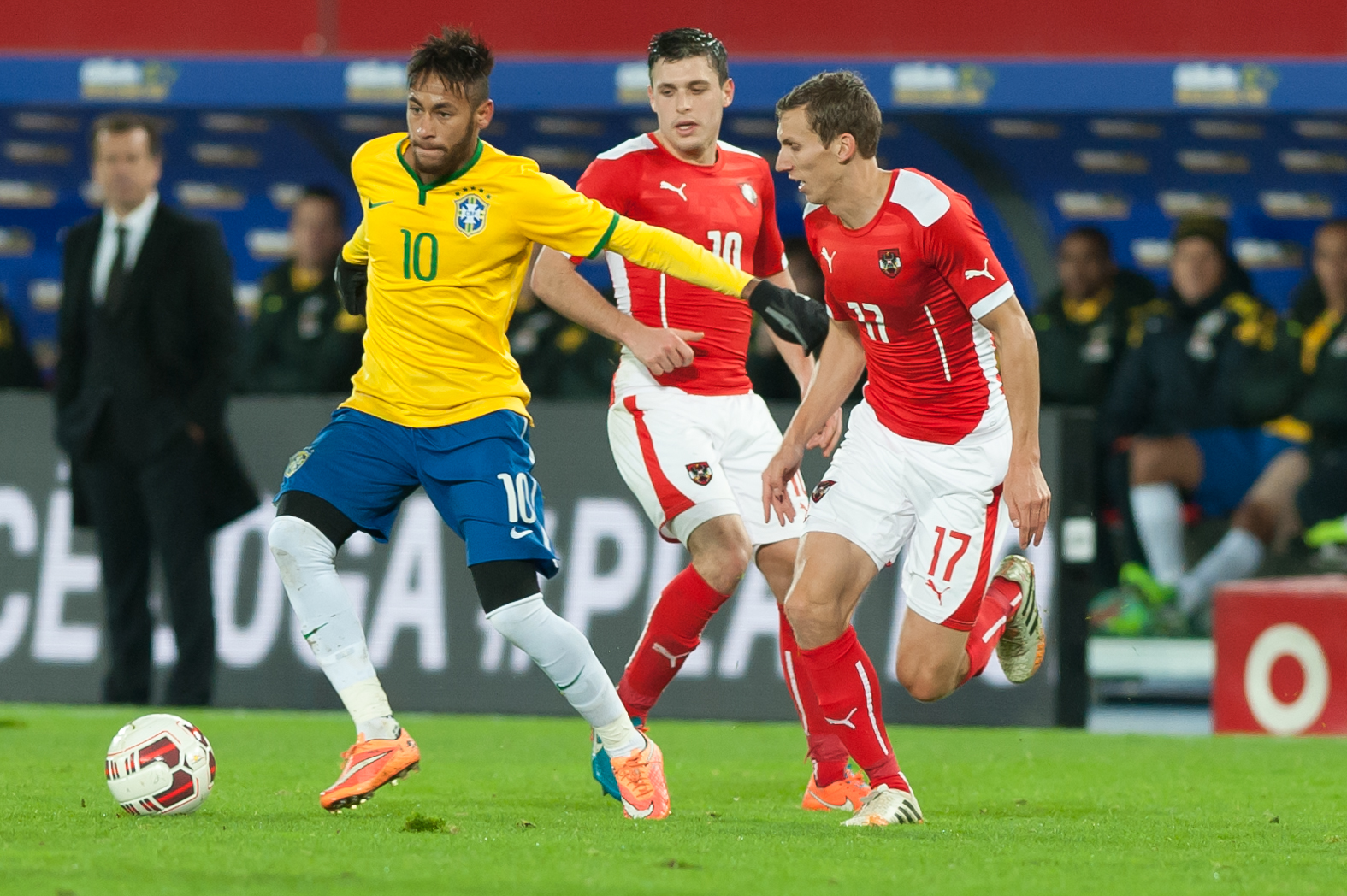
Neymar beim Länderspiel Brasiliens gegen Österreich (2014)

Mit der U-17-Auswahl Brasiliens nahm Neymar an der Weltmeisterschaft 2009 teil. Dabei spielte er in allen drei Partien von Anfang an und erzielte ein Tor, schied aber mit seiner Mannschaft in der Vorrunde aus.
Nach der für die brasilianische Nationalmannschaft enttäuschend verlaufenden WM in Südafrika, bei der man im Viertelfinale gegen die Niederlande ausschied, nominierte der neue Trainer Mano Menezes talentierte junge Spieler, darunter erstmals auch Neymar, und baute sie in die Mannschaft ein. Im ersten Freundschaftsspiel nach der WM gegen die USA stellte Menezes Neymar in der Startformation auf. Neymar erzielte beim 2:0-Sieg den Führungstreffer. Am 27. März 2011 erzielte er in seinem dritten Länderspiel beide Treffer beim 2:0-Sieg gegen Schottland.
Anfang 2011 nahm Neymar an der U-20-Südamerikameisterschaft in Peru teil. Mit neun Treffern wurde er Torschützenkönig und gewann mit seinem Team den Titel.
Neymar absolvierte bei der Copa América 2011 alle vier Spiele der brasilianischen Mannschaft und schoss zwei Tore im Vorrundenspiel gegen Ecuador. Im Länderspiel gegen Deutschland am 10. August 2011 schoss er ein Tor, als die Brasilianer in der Mercedes-Benz Arena mit 2:3 verloren. In der Nachspielzeit sorgte er für den Endstand.
2012 nahm er mit der Olympiamannschaft an den Olympischen Spielen in London teil, bei denen Brasilien zum ersten Mal die Goldmedaille gewinnen wollte. Im Finale musste sich Brasilien aber mit 1:2 der mexikanischen Mannschaft geschlagen geben. Neymar kam in allen sechs Spielen zum Einsatz und erzielte drei Tore.
2013 nahm er mit der A-Nationalmannschaft am FIFA-Konföderationen-Pokal 2013 teil und erzielte im Eröffnungsspiel gegen Japan in der 3. Minute das erste Turniertor. Mit drei weiteren Toren belegte er am Ende Platz 3 in der Torschützenliste und hatte wesentlichen Anteil am Gewinn des Turnieres, wofür er als bester Spieler ausgezeichnet wurde.
Am 8. Mai 2014 wurde er von Trainer Luiz Felipe Scolari in den Kader für die Weltmeisterschaft 2014 berufen. In den Vorrundenspielen gegen Kroatien und Kamerun erzielte er jeweils zwei Tore und wurde zum Man of the Match ernannt. Im Viertelfinalspiel gegen Kolumbien erlitt er durch ein Foul von Juan Zúñiga einen Lendenwirbelbruch, wodurch er nicht weiter am Turnier teilnehmen konnte.
Vor dem ersten Spiel nach der WM wurde er vom neuen Nationaltrainer Dunga zum Kapitän der Nationalmannschaft ernannt. Im Spiel gegen Kolumbien am 6. September 2014 erzielte er den 1:0-Siegtreffer. Am 14. Oktober 2014 erzielte er bei einem 4:0-Sieg im Freundschaftsspiel gegen Japan alle vier Tore.
Bei der Copa América 2015 sah Neymar im zweiten Spiel nach einer Tätlichkeit mit anschließender Rangelei die Rote Karte und beleidigte im Gang zu den Kabinen den Schiedsrichter, woraufhin er für vier Spiele – und damit für den Rest des Turniers – gesperrt wurde.
Da Barcelona ihn nur für ein Turnier freistellen wollte, verzichtete Neymar auf eine Teilnahme an der Copa América Centenario 2016, um sein Land bei den Olympischen Spielen 2016 in Rio de Janeiro vertreten zu können. Im Halbfinale gegen Honduras gelang es ihm schon nach 14 Sekunden zu treffen und erzielte damit das schnellste Tor der Olympia-Geschichte. Als Kapitän der Olympiamannschaft führte er die Brasilianer bis ins olympische Finale, wo er gegen Deutschland die zwischenzeitliche 1:0-Führung per Freistoß und den entscheidenden letzten Treffer im Elfmeterschießen zum 5:4 erzielte. Damit wurde Brasilien zum ersten Mal Olympiasieger.
Am 10. November 2016 erzielte er beim 3:0 im WM-Qualifikationsspiel gegen Argentinien sein 50. A-Länderspieltor.
2018 nahm Neymar mit Brasilien an der Weltmeisterschaft in Russland teil. Er spielte in allen fünf Spielen und schoss dabei zwei Tore. Im Viertelfinale schied er mit seiner Mannschaft, nach einer 2:1-Niederlage, gegen Belgien aus.
Im Rahmen der Vorbereitung zu Freundschaftsspielen gegen die Auswahlmannschaften der USA und El Salvador im September 2018 wurde Neymar vom Nationaltrainer Tite dauerhaft zum Kapitän der Mannschaft ernannt. Seit Juni 2016 hatte Tite 16 Spielern die Binde überlassen, davon Neymar einmal. Tite begründete den Schritt damit, dass er bei Neymar Besinnung und Einsicht festgestellt habe und dieser alle Voraussetzungen hat, um diesen Schritt nach vorne zu machen. Nach der Berufung des Kaders zur Copa América 2019 gab Tite am 27. Mai 2019 bekannt, dass Dani Alves die Mannschaft als Kapitän in den Wettbewerb führen wird. Eine Begründung gab es seitens des Verbandes nicht. Medienspekulationen gehen davon aus, dass die Zurücksetzung Neymars im Zusammenhang mit seinen emotionalen Reaktionen im Zuge der vergangenen Monate stand. Am 6. Juni 2019 teilte der CBF mit, dass sich Neymar im Testspiel gegen Katar am 5. Juni einen Bänderriss im Knöchel am rechten Fuß zuzog und dadurch an den Spielen zur Copa América nicht teilnehmen wird. Nach Untersuchungen der Ärzte seines Klubs PSG, stellten diese eine starke Verstauchung an der Außenseite des Fußes fest.
Im Zuge eines Spieles für die WM-Qualifikation 2022 gegen die Peruanische Fußballnationalmannschaft am 13. Oktober 2020, wurde Neymar zweiterfolgreichster Torschütze der Nationalmannschaft. In dem Spiel erzielte er drei der vier Tore für Brasilien und erreichte somit einen Gesamtstand von 64 Treffern. Er löste Ronaldo (62 Tore) ab. Im Viertelfinale der WM 2022 gegen Kroatien (3:5 n. E.) egalisierte er den Rekord von Pelé. Am 8. September 2023 wurde er durch zwei Treffer beim 5:1-Sieg über Bolivien zum alleinigen Rekordtorschützen seines Landes.
Mit seinem 127. Einsatz im Länderspiel zur WM-Qualifikation 2026 gegen Venezuela am 12. Oktober 2023 wurde Neymar alleiniger Spieler mit den zweitmeisten Spielen für die Nationalmannschaft, hinter Cafu mit 142 Spielen und vor Dani Alves mit 126. Bei der 0:2-Niederlage Brasiliens im WM-Qualifikationsspiel gegen Uruguay am 17. Oktober 2023 riss sich Neymar das vordere Kreuzband sowie den Meniskus im linken Knie und muss operiert werden. Dadurch verpasste er die Copa América 2024, bei der die Seleção im Viertelfinale ausgeschieden war.

## Spielweise
Neymar spielt in erster Linie als linker Flügelspieler oder gelegentlich als zentraler Stürmer oder Mittelfeldspieler und wurde als ein wahres Phänomen beschrieben. Er spielt sowohl bei Paris Saint-Germain als auch in der Nationalmannschaft auf der linken Seite nach vorne im 4-3-3-System. Aufgrund seiner Tempodribblings und seinen Spielaufbaufähigkeiten zieht er gerne auch mal in die Mitte oder dribbelt seine Gegner auf der linken Seite aus. Diese Position erlaubt es ihm, mit seinem stärkeren rechten Fuß zu schießen oder Chancen für seine Teamkollegen zu kreieren. Neymar ist für seinen typisch brasilianischen Fußball bekannt, der sich durch Dribbelfähigkeiten, Ballannahmen und Spielaufbau auszeichnet und mit dem von Ronaldinho verglichen wird. Seine Fähigkeiten sind Kreativität, Passspiel, Abschlüsse, Dribbeln, Finten und Technik. Obwohl er grundsätzlich rechtsfüßig spielt, ist er in der Lage, mit beiden Füßen sowie mit dem Kopf Tore zu erzielen. Außerdem ist er wie Lionel Messi ein präziser Freistoßschütze. Er sagte einmal: „Ich versuche immer, alles – dribbeln, schießen, Kopf- und Kontrolle zu perfektionieren. Man kann sich immer verbessern“. Neymar erklärte, dass er durch Andrés Iniesta, Xavi, Lionel Messi, Cristiano Ronaldo und Wayne Rooney angespornt worden sei.

## Privates

### Familie
Neymars Vater Neymar da Silva Santos war Profifußballer und begann seine Karriere ebenfalls beim Juniorenteam des FC Santos, seine Mutter heißt Nadine Gonçalves da Silva Santos. Seine Eltern sind brasilianischstämmig, wobei die Familie väterlicherseits aus der Stadt Santos stammt. Neymar Jr. hat eine Schwester, Raffaela da Silva Santos, die unter anderem als Model tätig ist.
Neymar führte von 2012 bis 2017 eine längere on-off-Beziehung mit der brasilianischen Schauspielerin Bruna Marquezine. Aus einer früheren Beziehung mit seiner Jugendfreundin Carolina Dantas hat er einen Sohn, der im August 2011 in São Paulo geboren wurde. Er war mit dem Model und Unternehmerin Bruna Biancardi liiert. Am 7. Oktober 2023 kam ihre gemeinsame Tochter zur Welt. Am 29. November 2023 gab Biancardi die Trennung bekannt. Später kamen beider wieder zusammen. Im Juli gab das Paar die Geburt einer zweiten gemeinsamen Tochter bekannt.

### Soziales Engagement
Im Jahr 2013 gründete Neymar die Institution Neymar Jr., eine Organisation, die Kindern in Not hilft. 2015 versteigerte er mit Lionel Messi ein handsigniertes Trikot vom Champions-League-Halbfinale für einen guten Zweck, dessen Erlös Kinderlachen e. V. zugutekam.

### Steueraffären
Im Februar 2016 wurde bekannt, dass Neymar und seine Familie von 2011 bis 2013 gemeinsam rund vierzehn Millionen Euro über Scheinfirmen hinterzogen haben sollen. Die brasilianische Steuerbehörde ließ daraufhin den dreifachen Wert des mutmaßlich hinterzogenen Betrags einfrieren. Dieser Betrag wird nach brasilianischem Recht bei vorsätzlicher Steuerhinterziehung als Strafgeld festgesetzt. Von den Maßnahmen seien etwa sein Privatjet und seine Jacht betroffen. Im Februar 2016 hat die brasilianische Steuerbehörde das gesamte Vermögen von Neymar von über 40 Mio. € im Rahmen ihrer Ermittlungen blockieren lassen.
Auch die spanische Justiz ermittelt gegen Neymar, so soll er beim Wechsel vom FC Santos zum FC Barcelona einen Teil seiner Ablöse an seine Marketingfirmen zahlen lassen haben. Problematisch daran ist, dass nach spanischem Steuerrecht hierbei geringere Steuersätze angesetzt werden. Nach Angaben der Rechtsanwälte des Fußballers sind die Anschuldigungen haltlos. Im November 2016 forderte der spanische Staatsanwalt für Neymar zwei Jahre Haft und zehn Millionen Euro Strafe wegen Korruption und Verschleierung der wahren Transferkosten. Im November 2022 ließ die spanische Staatsanwaltschaft einige der Anklagepunkte gegen Neymar fallen. Es wurde jedoch angekündigt, dass der Fall fortgesetzt wird.

### Vergewaltigungsvorwurf
Am 1. Juni 2019 erhob das brasilianische Model Najila Trindade in São Paulo gegenüber Neymar den Vorwurf der körperlichen Gewalt und der Vergewaltigung. Die beiden hätten sich zunächst einvernehmlich am 15. Mai 2019 auf seine Kosten in einem Hotel in Paris getroffen, nachdem sie sich über die sozialen Medien kennen gelernt hatten. Im Laufe des Abends wurde der angetrunkene Neymar den Vorwürfen nach zunehmend aggressiv und gewalttätig und soll Trindade zum Geschlechtsverkehr gezwungen haben. Noch am Tag der Bekanntgabe der Anschuldigungen bestritt Neymar diese und veröffentlichte über Instagram den Chatverlauf samt intimer Fotos, die er von Trindade erhalten hatte. Da Neymar mit der Veröffentlichung der Bilder ihr Recht auf Privatsphäre verletzt haben könnte, wurde er am 7. Juni 2019 von der Polizei in Rio de Janeiro vorgeladen.
Als Reaktion auf Neymars Verteidigung gab Trindade dem brasilianischen Fernsehsender SBT ein Interview, in dem sie weitere Details erklärte und ihre Vorwürfe bekräftigte. Bei seinem ersten sportlichen Auftritt nach den Anschuldigungen verletzte sich Neymar in einem Vorbereitungsspiel zur Copa América 2019 gegen Katar nach wenigen Spielminuten und musste ausgewechselt werden. Er wurde aufgrund der Verletzung aus dem Kader zur Kontinentalmeisterschaft gestrichen. Bereits zuvor hatte der Vizepräsident des brasilianischen Fußballverbands CBF Francisco Noveletto Neymar aufgrund des medialen und mentalen Drucks von einer Teilnahme am Turnier abgeraten. Staatspräsident Bolsonaro stellte sich öffentlich an Neymars Seite, als er ihn kurz nach der Verletzung im Krankenhaus besuchte.
Im August 2019 beantragte die Staatsanwaltschaft beim zuständigen Gericht die Einstellung des Verfahrens aus Mangel an Beweisen.

### Verfahren wegen Verstößen gegen Umweltgesetze
Im Juli 2023 wurde berichtet, dass Neymar bei der Errichtung eines künstlichen Sees auf seinem Anwesen in Mangaratiba zahlreiche Umweltauflagen missachtet hatte. Er wurde deshalb zu einer Strafzahlung in Höhe von umgerechnet über drei Millionen Euro verurteilt.

## Sonstiges
Neymar spielt sich selbst im Film xXx: Die Rückkehr des Xander Cage.
Neymar spielt in der sechsten und achten Folge des dritten Teiles der spanischen Netflix-Serie Haus des Geldes einen Mönch.
Bereits 2005 im Alter von 13 Jahren ging er einen Ausrüster-Vertrag mit dem US-amerikanischen Sportartikelhersteller Nike ein. Ende August 2020 wurde die Zusammenarbeit nach 15 Jahren beendet. Im September schloss er einen Werbevertrag mit dem deutschen Sportartikelhersteller Puma ab.
Er gilt als passionierter Spieler des Egoshooters Counter-Strike: Global Offensive und spielt hier unter anderem Trainingsspiele mit Spielern wie Mathieu Herbaut.
Am 10. Oktober 2021 veröffentlichte der Streamingdienst DAZN eine Dokumentation über Neymar namens „Neymar Jr. and the Line of Kings“. Zudem brachte Netflix am 25. Januar 2022 unter dem Namen „Neymar – Das vollkommene Chaos“ ebenfalls eine Doku-Serie über den Brasilianer heraus.
Im September 2022 unterstützte Neymar vor der Präsidentschaftswahl in Brasilien die Wiederwahl des amtierenden rechtsextremen Präsidenten Jair Bolsonaro.

## Titel und Auszeichnungen

### Nationalmannschaft
- Olympiasieger: 2016
- Confed-Cup-Sieger: 2013
- U20-Südamerikameister: 2011

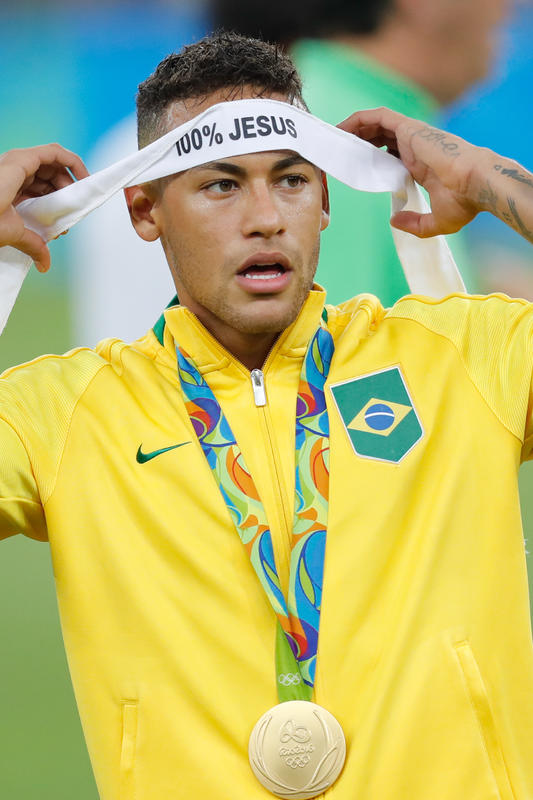
Neymar mit der olympischen Goldmedaille (2016)

- Silbermedaille beim olympischen Fußballturnier: 2012

### Verein
International
- Champions-League-Sieger: 2015
- Klub-Weltmeister: 2015
- Copa-Libertadores-Sieger: 2011
- Recopa-Sudamericana-Sieger: 2012

Brasilien
- Pokalsieger: 2010
- Staatsmeister von São Paulo (3): 2010, 2011, 2012

Spanien
- Meister (2): 2015, 2016
- Pokalsieger (3): 2015, 2016, 2017
- Supercupsieger: 2013

Frankreich
- Meister (5): 2018, 2019, 2020, 2022, 2023
- Pokalsieger (3): 2018, 2020, 2021
- Ligapokalsieger (2): 2018, 2020
- Supercupsieger (2): 2020, 2022

Saudi-Arabien
- Meister: 2024

### Auszeichnungen

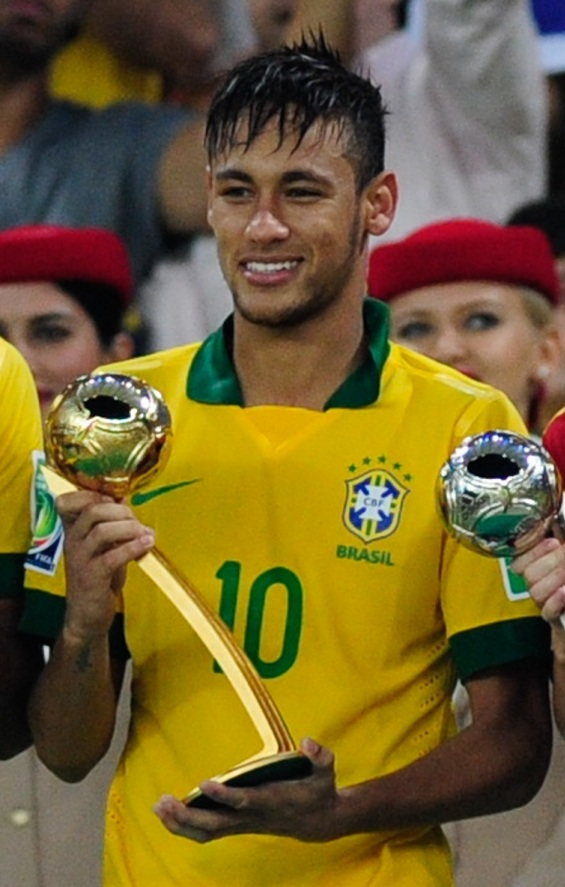
Neymar bei der Ehrung zum besten Spieler des Confed-Cups 2013

- Südamerikas Fußballer des Jahres: 2011, 2012
- Bola de Prata – Sonderpreis: 2012
- Bola de Prata – Bola de Ouro: 2011
- Bola de Prata – Allstar-Mannschaft: 2010, 2011
- Prêmio Craque do Brasileirão – Bester Spieler: 2011
- Prêmio Craque do Brasileirão – Allstar-Mannschaft: 2010, 2011, 2012
- FIFA-Puskás-Preis: 2011
- Bronzener Ball der FIFA-Klub-Weltmeisterschaft: 2011
- Bester Spieler der Copa Libertadores: 2011
- Bester Spieler der Recopa Sudamericana: 2012
- Bester Spieler der Staatsmeisterschaft von São Paulo: 2010, 2011, 2012
- Bester junger Spieler der Staatsmeisterschaft von São Paulo: 2009
- Bester Angreifer der Staatsmeisterschaft von São Paulo: 2010, 2011, 2012
- Goldener Ball – Bester Spieler des Campeonato Brasileiro de Futebol: 2011
- Goldener Ball – Bester Spieler des Confed-Cups: 2013
- Silberner Ball – Bester Angreifer des Campeonato Brasileiro de Futebol: 2010, 2011
- Goldener Schuh – Meiste Tore in allen brasilianischen Wettbewerben: 2010, 2011, 2012
- Bronzener Schuh der Weltmeisterschaft: 2014
- Torschützenkönig der Copa Libertadores: 2012
- Torschützenkönig der U-20-Fußball-Südamerikameisterschaft: 2011
- Torschützenkönig der Copa do Brasil: 2010
- Torschützenkönig der Staatsmeisterschaft von São Paulo: 2012
- Torschützenkönig der Copa del Rey: 2015[85]
- Prêmio Arthur Friedenreich (Arthur-Friedenreich-Preis): 2010 (42 Tore), 2012 (43 Tore)
- UEFA Team of the Year: 2015, 2020
- FIFA/FIFPro World XI: 2015, 2017
- Samba d’Or – bester Brasilianer in Europa: 2014, 2015, 2017, 2020, 2021
- Spieler des Monats der Primera División: November 2015
- Spieler des Monats der Ligue 1 (3): Dezember 2017, Januar 2020 und August 2022